# Гибридное слово
Гибридное слово — слово, которое этимологически происходит от по крайней мере двух языков.

## Описание
Наиболее распространённая форма гибридного слова в русском языке объединяет греческие и латинские части. Поскольку многие префиксы и суффиксы в английском языке имеют латинскую или греческую этимологию, просто добавить префикс или суффикс из одного языка к английскому слову, которое происходит из другого языка, создавая таким образом гибридное слово. Гибриды с частями, имеющими различное происхождение, раньше считались варварствами.

## Примеры
- Вексиллология
- Меритократия
- Пандеизм
- Социология
- Телевидение